# فرانک ووردینگتن
فرانک ووردینگتن (به انگلیسی: Frank Worthington) (زادهٔ ۲۳ نوامبر ۱۹۴۸ – درگذشتهٔ ۲۲ مارس ۲۰۲۱) بازیکن فوتبال اهل انگلستان بود که سابقهٔ بازی در تیم ملی فوتبال انگلستان را در کارنامهٔ خود دارد. وی در تاریخ ۱۵ مه ۱۹۷۴ نخستین بازی ملی خود را در مقابل تیم ملی فوتبال ایرلند شمالی انجام داد و با حضور در ۸ بازی ملی، در تاریخ ۲۰ نوامبر ۱۹۷۴ واپسین بازی ملی‌اش را در برابر تیم ملی فوتبال پرتغال برگزار کرد.این بازیکن توانسته در بازی‌های ملی، ۲ گل به ثمر برساند.
ووردینگتن در ۲۲ مارس ۲۰۲۱ در پی یک بیماری طولانی در سن ۷۲ سالگی درگذشت.